# Salarština
Salarština je turkický jazyk požívaný Salary, kteří žijí hlavně v provinciích Čching-chaj a Kan-su v Číně; někteří žijí takév Ili v Sin-ťiangu. Salarština spadá do oghuzské jazykové skupiny, ostatními jazyky této větve (turečtina, ázerbájdžánština, turkmenština) se mluví převážně v západní a střední Asii. Salarštinou, z etnické populace asi 105 000, hovoří asi 70 000 mluvčích (2002).  Monolingvních mluvčí je pod 20 000. Čínská etnonymie uznává Salary jako samostatnou národnostní menšinu Sala’erzu 萨拉尔族.
Podle salarské tradice a čínských kronik jsou Salaři potomky kmene Salur, který patřil ke kmeni Oghuzských Turků ze Západoturkutského kaganátu. Během dynastie Tchang přebýval kmen Salurů uvnitř čínských hranic a od té doby žil na pomezí provincií Čching-chaj a Kan-su. Současná Salarština byla ovlivněna čínštinou, tibetštinou a mongolštinou. Současné dialekty jsou jiezi a mengda.

## Klasifikace
Kvůli salurskému etnonymu, se kterým jsou spojeny některé další moderní turkménské kmeny, se lingvisté pokoušeli vytvořit spojitost mezi varietami turkmenštiny a salarštinou. Většina moderních lingvistů dnes ale salarštinu klasifikuje jako nezávislou primární větev oghuzských jazyků.

## Historie

### Původ a vývoj
Předpokládá se, že předchůdce moderní salarštiny se odchýlil od proto-oghuzského jazyka – hypotetického jazyka, o kterém se předpokládá, že z něj vycházejí všechny moderní oghuzské jazyky. Do regionu ji přinesla malá nomádská muslimská komunita a byla výrazně ovlivněna jinými ne-oghuzskými turkickými jazyky, jako jsou čagatajština, kypčacké a karlukské jazyky, spolu s netureckými jazyky patřícími k sinotibetské jazykové rodině.
Po vzpouře Jahriyya byli někteří Salaři deportováni do údolí Ili a zde založili novou komunitu. To vedlo k vytvoření výrazně rozdílného dialektu Ili Salar, ovlivněného sousedními kazašskými a ujgurskými jazyky.

### Současná situace
Podle odhadů z roku 2002 čítají Salaři asi 105 000 lidí, z nichž asi 70 000 mluví salarštinou. Méně než 20 000 Salarů je monolingvních.
Salarština je úředním jazykem ve všech salarských autonomních oblastech. Těmi jsou oblastmi jako Xunhua Salar Autonomous County a Jishishan Bonan, Dongxiang and Salar Autonomous County. V provincii Čching-chaj většina Salarů mluví jak severočínským dialektem Lan-jin, tak salarštinou. Venkovští Salaři mluví salarštinou plynuleji, zatímco městští Salaři se často více asimilují do čínsky mluvící muslimské populace Chuej.

## Fonologie
Fonologie salarštiny byla ovlivněna čínštinou a tibetštinou. Souhlásky /k, q/ a /ɡ, ɢ/ se navíc staly samostatnými fonémy díky přejatým slovům, stejně jako v dalších turkických jazycích.
|                    |             | Labiální | Dentály | Retroflexy | Postalveoláry | Veláry | Uvuláry | Glotály |
| ------------------ | ----------- | -------- | ------- | ---------- | ------------- | ------ | ------- | ------- |
| Nazály             | Nazály      | m        | n       |            |               |        |         |         |
| Plozivy / Afrikáty | neznělé     | p        | t       | t͡ʂ         | t͡ɕ            | k      | q       |         |
| Plozivy / Afrikáty | znělé       | b        | d       | d͡ʐ         | d͡ʑ            | ɡ      | ɢ       |         |
| Frikativy          | neznělé     | f        | s       | ʂ          | ɕ             | x      |         | h       |
| Frikativy          | znělé       | ( v )    | z       |            |               |        | ʁ       |         |
| Aproximanty        | Aproximanty | w        | l r     |            | j             |        |         |         |

|                | Přední       | Přední         | Zadní        | Zadní |
| nezaokrouhlená | zaokrouhlená | nezaokrouhlená | zaokrouhlená |       |
| -------------- | ------------ | -------------- | ------------ | ----- |
| Zavřená        | i            | y              | ɯ            | u     |
| Otevřená       | e            | ø              | ɑ            | o     |

## Slovní zásoba
V provincii Čching-chaj byla salarština výrazně ovlivněna čínštinou a tibetštinou. Ačkoli je turkického původu, hlavní lingvistické struktury byly absorbovány z čínštiny. Přibližně 20 % slovní zásoby je čínského původu a dalších 10 % je tibetského původu. Salarština přejala slova a byla ovlivněna sousedními varietami čínštiny. Sousední variety čínského jazyka také zároveň přijaly výpůjčky ze salarštiny.

## Písmo
Salaři většinou pro psaní používají čínštinu, zatímco salarština se používá pro mluvenou řeč.
Salarština nemá oficiální písmo, ale někdy je zapisována pomocí arabského písma. Někteří Salaři chtějí latinku a jiní, kterým se nelíbí latinské písmo založené na Pinyinu, chtějí namísto toho používat čínské znaky. Tento nedostatek oficiálního písma vedl většinu Salarů k používání čínského psacího systému. Čína nabídla Salarům oficiální systém psaní podobnému ujgurskému Yengi Yezik, ale ten byl odmítnut z podobných důvodů jako Yengi Yezik byl odmítnut v Sin-ťiangu.
Mladí Salarové také začali používat salarské písmo založené na ortografii pro turkické jazyky. U Salarů je docela populární pro psaní salarštiny na internetu. Používají se dvě hlavní varianty, TB30 a TB31. Arabské písmo je také stále mezi Salary populární. Má mezi nimi historický precedens; byly objeveny staleté dokumenty salarštiny psané arabským písmem.

### TB30
Aa Bb Cc Çç Dd Ee Ff GgĞğ Hh İi Iı Kk Ll Mm Nn ÑñOo Öö Pp Qq Rr Ss Şş TtUu Üü Yy Vv Zz